# Amurzet
Amurzet (in lingua russa Амурзет) è un centro abitato dell'Oblast' autonoma ebraica, capoluogo dell'Oktjabr'skij rajon.